# Hamza ibn al-Husajn
Hamza ibn Husajn (arab. حمزة بن الحسين; ur. 29 marca 1980 w Ammanie) – książę jordański z dynastii Haszymidów, w latach 1999-2004 następca tronu, wojskowy.
Urodził się jako syn króla Jordanii Husajna I i jego czwartej żony królowej Nur. Po wstąpieniu na tron 7 lutego 1999 jego przyrodni brat król Abdullah II na życzenie ich zmarłego ojca mianował go następcą tronu. Jednak 28 listopada 2004 pozbawił go tytułu.
Książę Hamza jest absolwentem Harvard University i Royal Military Academy Sandhurst. Służy w armii jordańskiej w stopniu podpułkownika.
27 maja 2004 w Ammanie poślubił swoją kuzynkę drugiego stopnia księżniczkę Nur (córkę księcia Asema i prawnuczkę króla Abdullaha I). W 2009 rozwiódł się z żoną. Para ma jedną córkę:
- księżniczkę Hajat (ur. 18 kwietnia 2007)

12 stycznia 2012 ożenił się po raz drugi z Basmą Bani Ahmad. Z tego związku ma trzy córki:
- księżniczkę Zajn (ur. 3 listopada 2012)
- księżniczkę Nur (ur. 5 lipca 2014)
- księżniczkę Badiję (ur. 8 kwietnia 2016)